# NGC 4847
NGC 4847 este o galaxie eliptică situată în constelația Fecioara. A fost descoperită în 19 aprilie 1882 de către Ernst Wilhelm Tempel.